# Paradiarsia coturnicula
Paradiarsia coturnicula är en fjärilsart som beskrevs av Ludwig Carl Friedrich Graeser 1892. Paradiarsia coturnicula ingår i släktet Paradiarsia och familjen nattflyn. Inga underarter finns listade i Catalogue of Life.